# 10 هيجيا

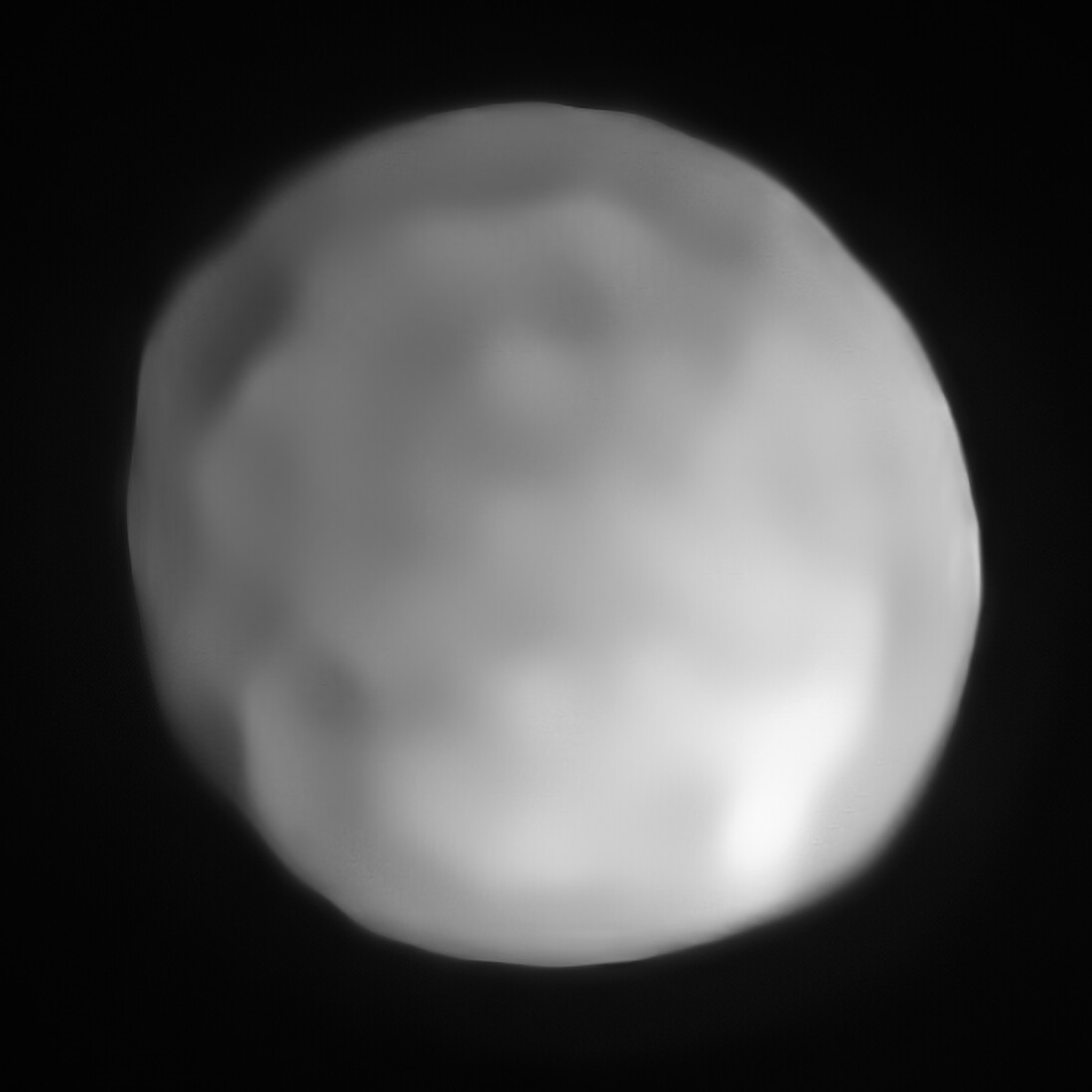

10 هيجيا وهو رابع أكبر كويكب في النظام الشمسي من حيث الحجم والكتلة، يقع في حزام الكويكبات. أقطارة مستطيلة الشكل إلى حد ما (350-500 كيلومترا) (220-310 ميل) (217-310 ميل) وتقدر كتلتة بحوالي 2.9٪ من إجمالي كتلة الحزام، 10 هيجيا أكبر عضو في عائلة هيجيا وهي عائلة مظلمة من الكوكيكبات غنية بالكربون من النوع بي تقع في حزام الكويكبات الخارجي، حوالي 1٪ من جميع الكويكبات المعروفة في حزام الكويكبات تنتمي إلى هذه العائلة.

## الاكتشاف والتسمية
اكتشف 10 هيجيا في 12 أبريل 1849 في نابولي إيطاليا، من قبل عالم الفلك أنيبال دي غاسباريس (29 عاما) . وكان أول كويكب يكتشفة من تسعة كويكبات اكتشفها. مدير مرصد نابولي إرنستو كابوتشي، هو من سمى الكويكب. اختار أن يطلق عليه إيجيا بوربونيكا تكريما للأسرة الحاكمة لمملكة الصقليين حيث تقع نابولي.